# Hatsune Miku: Project DIVA Arcade
Hatsune Miku: Project DIVA Arcade (初音ミク -Project DIVA Arcade-?) è un videogioco musicale del 2010 creato dalla SEGA e Crypton Future Media per le sale giochi. Il videogioco è una conversione del 2009, Hatsune Miku: Project DIVA, ed è stato reso disponibile in Giappone nel gennaio 2010 e in alcune sale giochi fuori dal Giappone, fra cui Singapore. Come l'originale, il gioco fa largo utilizzo dei vocaloid, una serie di sintetizzatori vocali, ed in particolar modo di Hatsune Miku, a cui il gioco è intitolato.